# Piscina (település)
Piscina (piemontiul: Pissin-a) település Olaszországban, Lombardia régióban, Torino megyében. Lakosainak száma 3282 fő (2023. január 1.). Piscina Airasca, Cumiana, Frossasco, Pinerolo és Scalenghe községekkel határos.

## Népesség
A település népességének változása:
| Lakosok száma | 3372 | 3364 | 3282 |
|               | 2017 | 2018 | 2023 |